# VSEPR-teorin
Valence shell electron pair repulsion theory (VSEPR) är en modell som används inom kemin och som syftar till att representera enskilda molekylers geometrier. För att uppnå detta måste en Lewisstruktur konstrueras, som visar alla bindningar och de enskilda elektronernas placering i molekylen.